# James William Trimble

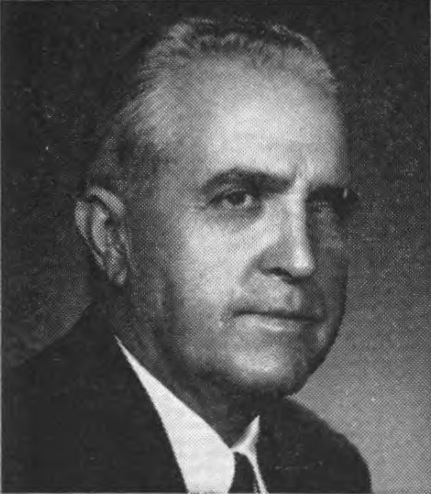
James William Trimble (1965)

James William Trimble (* 3. Februar 1894 in Osage, Carroll County, Arkansas; † 10. März 1972 in Eureka Springs, Arkansas) war ein US-amerikanischer Politiker und vertrat als Demokrat den Bundesstaat Arkansas im US-Repräsentantenhaus. Seine Amtszeit dauerte von 1945 bis 1967.

## Werdegang
James William Trimble wurde am 3. Februar 1894 in der kleinen Stadt Osage geboren, wo er auch die öffentliche Schule besuchte. Er graduierte 1917 an der University of Arkansas in Fayetteville. Seine Zulassung als Anwalt bekam er 1925 und eröffnete dann eine Praxis in Berryville.
Während des Ersten Weltkriegs diente er in der US Army als Private und wurde dem Adjutant General's Office in Little Rock zugeteilt. Nach dem Krieg arbeitete er zwischen 1920 und 1928 als Beamter im Carroll County. Danach wurde Trimble Staatsanwalt des vierten Gerichtsbezirks von Arkansas. Diese Tätigkeit übte er von 1930 bis 1938 aus. In der Zeit danach arbeitete er als Richter desselben Gerichts. Er war dort bis 1944 tätig.
Danach wurde Trimble als Demokrat in den 79. und die zehn nachfolgenden Kongresse gewählt. Seine Tätigkeit übte er dort zwischen dem 3. Januar 1945 und dem 3. Januar 1967 aus. In seiner Zeit im Kongress war er Vorsitzender des Special Committee on Chamber Improvements (81. und 82. Kongress). Er verlor die Parlamentswahlen 1966 gegen den Republikaner John Paul Hammerschmidt aus Harrison und war damit der erste Demokrat seit der Reconstruction, der einem Republikaner in einer Kongresswahl unterlag. Nach seiner Niederlage kehrte er nach Berryville zurück.
James William Trimble verstarb am 10. März 1972 in Eureka Springs. Er wurde auf dem Berryville Memorial Park in Berryville beigesetzt.